# 金箔

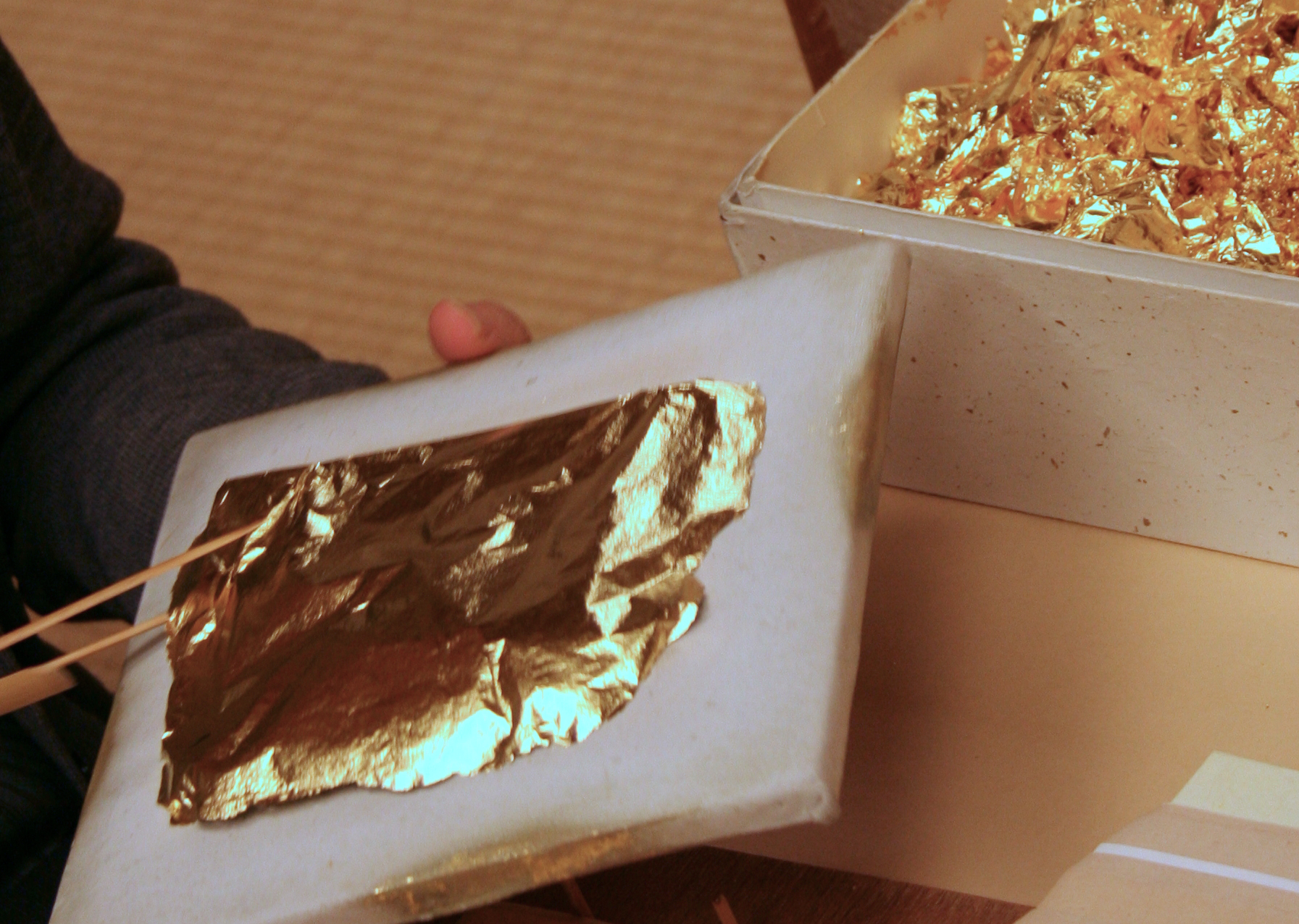
金箔

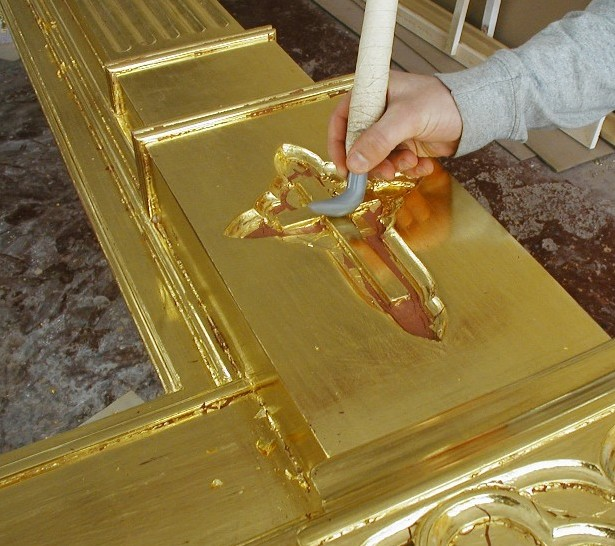
使用玛瑙来贴金

金箔，又稱為金葉，是一种黄金製的裝飾技法，通过锤打黄金使其变为极為纖薄的薄片，再把金箔貼在想要裝飾的物品之上，已經裝飾金箔的物品甚至可以經營二次加工，成為其他物品的裝飾物。
将金箔贴在物体表面称为「贴金」，只能通過用手工来完成，因為使用機械會導致大量的金箔浪費，此種製作技法在世界各國均能被找到，在地球上已經传承了数百年。
金箔有不同的纯度，常见的是22k金，含金量为91%，24k金为纯金。也有银色的金箔，含金量约为50%。

## 傳統金箔工藝
金有非常好的延展性，制作金箔时将金夹在乌金纸中间反复捶打，可将厚度减少至120纳米，相当几百个金原子的直径。1克黄金可以制成面积约0.5平方米的纯金箔。傳統的金箔工藝，應用於貼金裝飾(如寺院佛像廟宇等)，將箔如蟬翼的金箔，以手工貼上。

## 立體金箔工藝(現代)
現代立體金箔工藝技法，是源自於中國傳統的剪紙藝術，再加上純度99.999%的黃金原料，利用現代科技技術製作成薄如蟬翼的金箔片，以黃金的延展性，透過多道繁複工序：雕塑、塑形、剪裁、黏貼、拼貼等純手工製作。應用在各式工藝品中，如層次與紋理精細的立體金箔畫。

## 用途
金箔可用于贴金装饰物体，如雕像、画框、首饰。

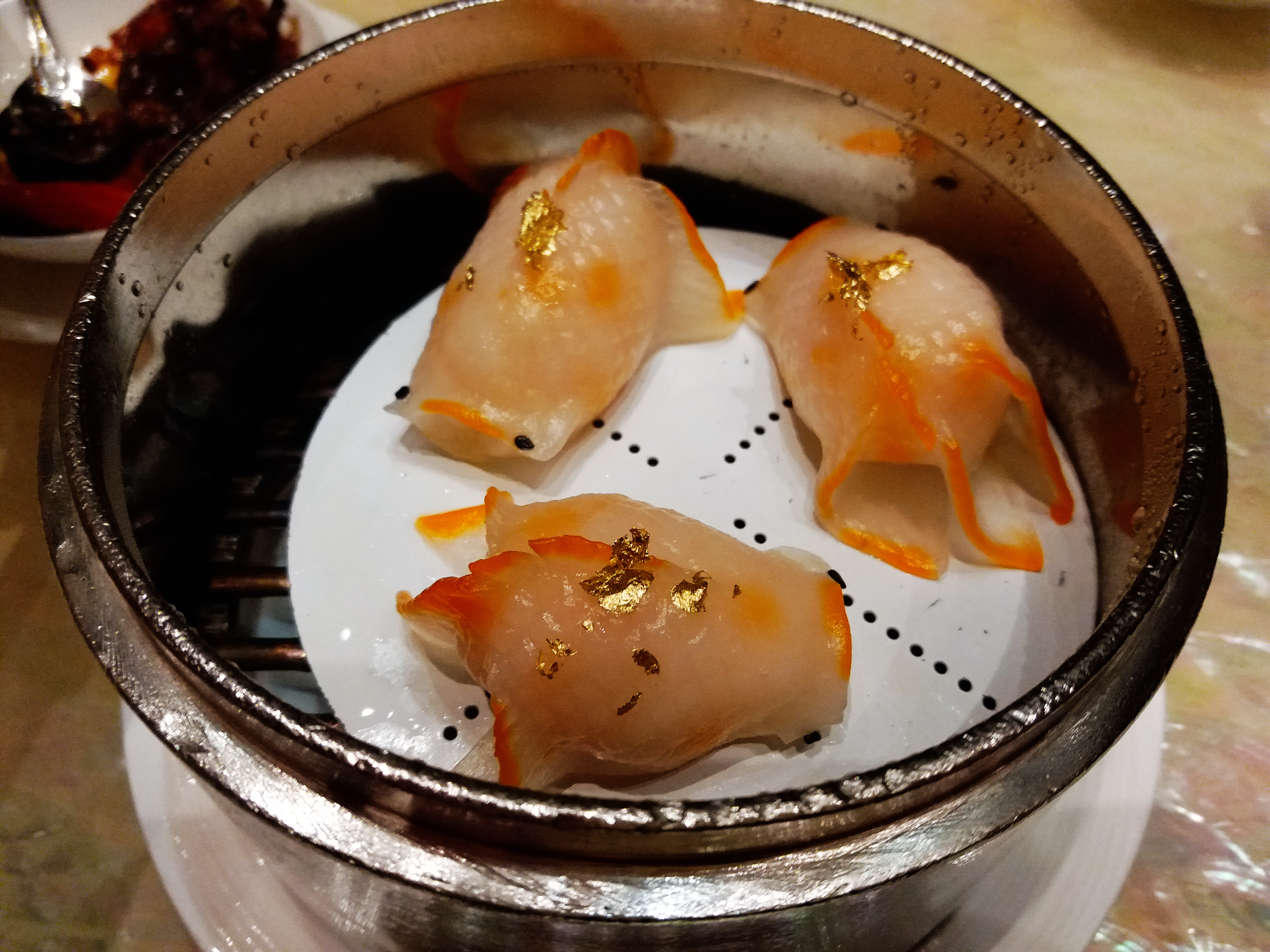
點心上的金箔

金箔也常用于装饰食物。金箔本身无味，装饰食物只是为了奢华。常用于装饰甜点，如贴金巧克力。金箔亦可食用，小量金對人體沒太大影響，不過有某些國家，禁止將金箔使用食物上，而食用金箔，起源於中國秦漢時期,已有人食金箔。1983年世界衛生組職食品添加劑，法典委員會，正式將黄金列入添加劑範疇，編爲A表－第310號。

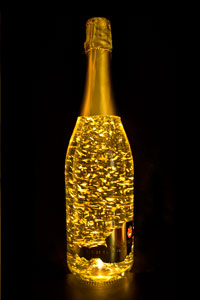
贴金酒

## 框畫 -立體金箔框畫

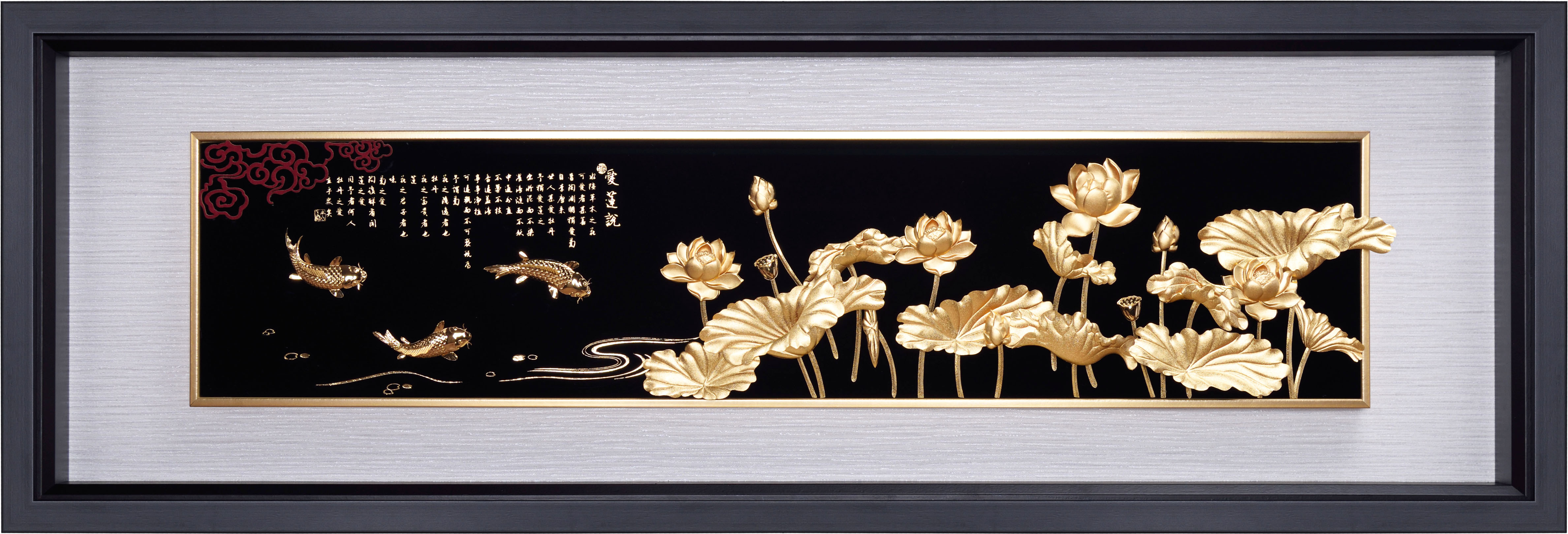
立體金箔畫-愛蓮說

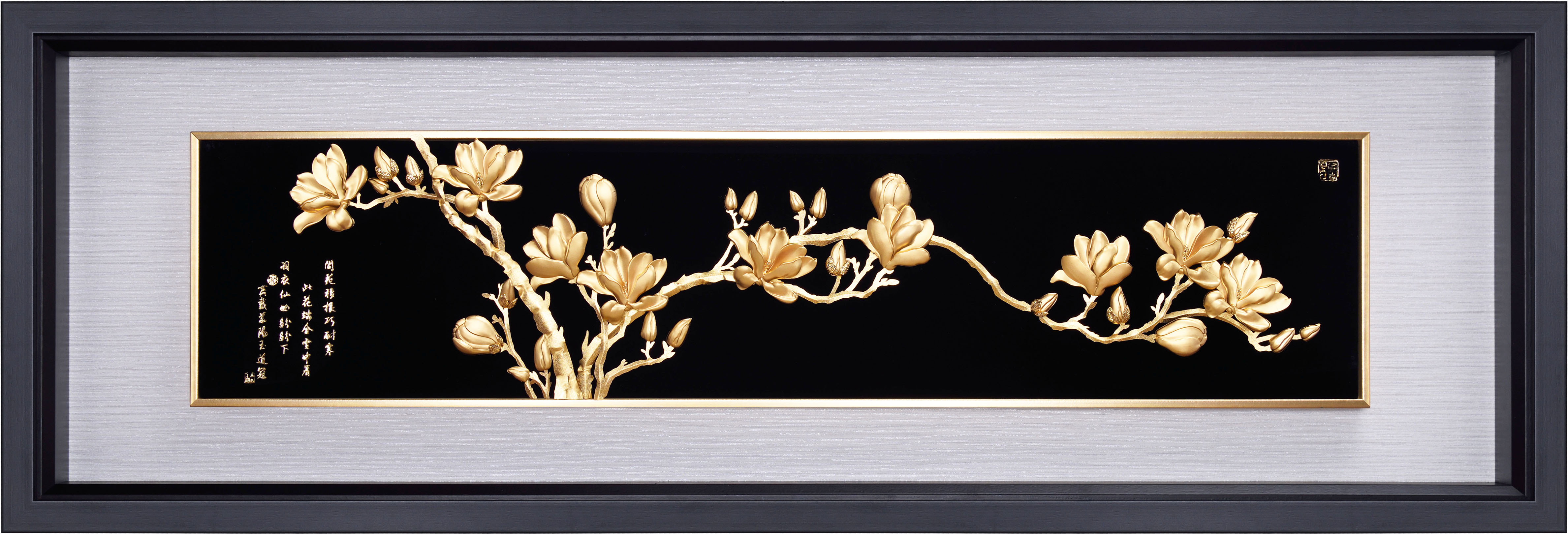
立體金箔畫-白玉蘭

起初用其製作黃金名片、證書等小件金箔工藝品，由此開創了金箔平面創作工藝先河。 
1995年在金箔工藝興趣研究者們的研發推動下，金箔畫開始興盛傳統金箔在藝術表現和應用上，因本身的特性有很多限制，使用薄膜科技與真空鍍膜的技術，製作出應變性更強，多樣化的新一代金箔技術。
金箔畫的研發始於20世紀90年代初期，90年代末，台灣藝術家以金箔為主媒材創作，結合傳統工藝及藝術、紙雕工藝技法之研究，研發創作出立體金箔畫。
薄膜科技與真空鍍膜技術發展，迅速在西元2000年初期獲得推進，呈現在立體金箔框畫上的應用。
各式新型、新樣式專利的金箔框畫設計，蓬勃發展，應用在精緻禮品與家居裝飾上。